# Barycnemis guttulator
Barycnemis guttulator là một loài tò vò trong họ Ichneumonidae.